# 클리어 듀발
클리어 듀발(Clea DuVall, 1977년 9월 25일 ~ )은 미국의 배우, 작가, 프로듀서, 감독이다.

## 출연 작품
- 패컬티
- 화성의 유령들
- 아이덴티티
- 애스트로넛
- 하지만 나는 치어리더예요